# Ignace Henry
 (avril 2012).
Si vous disposez d'ouvrages ou d'articles de référence ou si vous connaissez des sites web de qualité traitant du thème abordé ici, merci de compléter l'article en donnant les références utiles à sa vérifiabilité et en les liant à la section « Notes et références ».
Né à Dinant le 11 janvier 1794, Perpète-Ignace Henry après avoir conquis le diplôme de docteur en droit en 1816, fut nommé deux ans plus tard avoué près le tribunal de Dinant, où il devint juge suppléant en 1823, puis juge effectif le 16 octobre 1830,.
Les suffrages des électeurs de ce district l’envoyèrent au Congrès national, puis, en 1831, au conseil provincial de Namur, dont il occupa la vice-présidence de 1838 à 1848.
Président du tribunal de Dinant à partir du 10 août 1838, il mourut dans cette ville le 11 septembre 1890.
Il est l'arrière-grand-père de Jacques Henry, bâtonnier du barreau de Liège, né à Liège le 14 novembre 1927 et décédé lors d'une fusillade au Palais de justice de Liège le 1er avril 1987, et le bisaïeul de Patrick Henry, bâtonnier du barreau de Liège et actuel président de l'Ordre des Barreaux Francophones et Germanophone.